# بنسبین
بنسبین (به سوئدی: Bensbyn) یک منطقه مسکونی است که در بخش لولئو شهرستان نوربوتن در کشور سوئد واقع شده است. جمعیت بنسبین در پایان سال ۲۰۱۰ بالغ بر ۴۴۸ نفر بوده است.